# Peking Westbahnhof

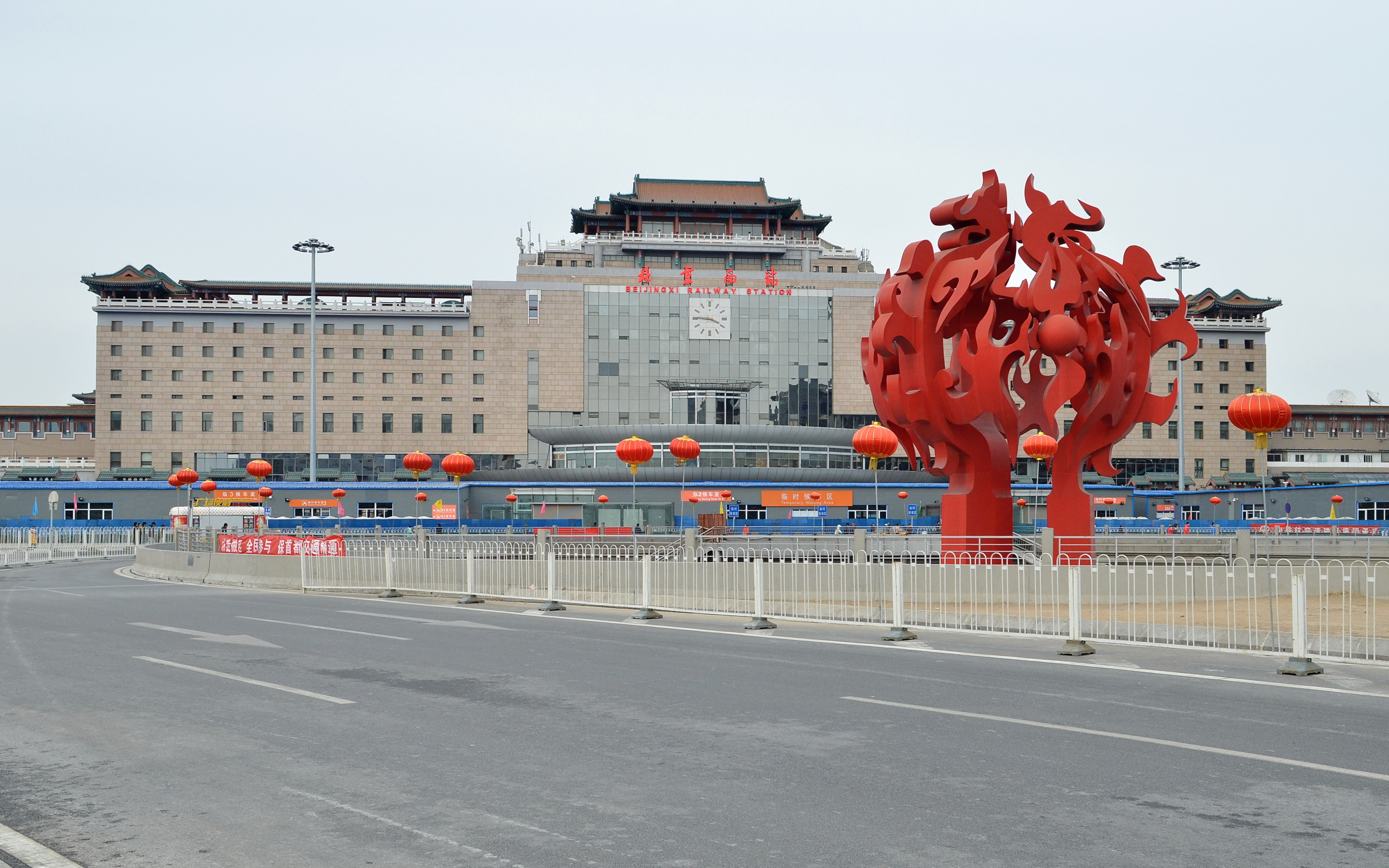
Die Südfront des Bahnhofs

Der Pekinger Westbahnhof (chinesisch 北京西站, Pinyin Běijīng Xīzhàn), kurz: Beijing West (北京西,  Běijīngxī) befindet sich im westlichen Pekinger Stadtbezirk Fengtai.

## Geschichte
Der Pekinger Westbahnhof wurde 1996 nach drei Jahren Bauzeit eröffnet. Die Baukosten betrugen umgerechnet 750 Millionen Dollar. Seitdem beginnen die Fernstrecken in den Westen und Süden Chinas von hier, die Strecken Richtung Norden und Osten beginnen dagegen weiterhin am Zentralbahnhof. Die Hochgeschwindigkeitszüge nach Tianjin und Shanghai starten am Südbahnhof.
Der Bahnhof wurde 2000 erweitert und umfasst eine Fläche von über 510.000 Quadratmetern, womit er der flächenmäßig größte Bahnhof Asiens ist. An einem durchschnittlichen Tag werden 150.000 bis 180.000 Passagiere befördert, zu Spitzenzeiten sogar bis zu 400.000 pro Tag.
Der Bahnhof ist seit dem 28. Dezember 2014 mit der Linie 7 und der Linie 9 der U-Bahn Pekings an den öffentlichen Personennahverkehr angebunden.

## Strecken
- Die Jing-Jiu-Linie nach Kowloon in der Sonderverwaltungszone Hongkong startet von hier.
- Die Direktzüge der Lhasa-Bahn nach Lhasa in Tibet fahren von hier.
- Die Jinggang-Schnellfahrstrecke über Wuhan und Guangzhou nach Hongkong wird hier beginnen.[4] Der Abschnitt Wuhan–Guangzhou wurde Ende 2009 in Betrieb genommen.
- Die Jing-Bao-Linie nach Baotou beginnt hier.[4]
- Weitere Strecken führen nach Wuhan, Xi’an, Chengdu, Changsha, Xiamen, Guilin, Hohhot, Jinan, Ürümqi[4]

## Bahnsteige
| Nord                                                                      |              |              |
| Bahnsteig 1                                                               |              |              |
| Gleis 1                                                                   |              |              |
| Gleis 2                                                                   |              |              |
| Bahnsteig 2 Bahnsteig 3                                                   |              |              |
| Gleis 3                                                                   |              |              |
| Gleis 4                                                                   |              |              |
| Bahnsteig 4 Bahnsteig 5                                                   |              |              |
| Gleis 5                                                                   |              |              |
| ←Beijing-Guangzhou—— Gleis 6——Beijing-Kowloon →                           |              |              |
| Gleis 7                                                                   |              |              |
| Bahnsteig 6 Bahnsteig 7                                                   |              |              |
| Gleis 8                                                                   |              |              |
| Gleis 9                                                                   |              |              |
| Bahnsteig 8 Bahnsteig 9                                                   |              |              |
| Gleis 10                                                                  |              |              |
| Gleis 11 （Xizhang-Bahn, Beijing-Kowloon）                                |              |              |
| Gleis 12 （südlich von diesem Gleis Beijing–Guangzhou–Shenzhen–Hongkong） |              |              |
| Bahnsteig 10 Bahnsteig 11                                                 |              |              |
| Gleis 13                                                                  |              |              |
| Gleis 14                                                                  |              |              |
| Bahnsteig 12 Bahnsteig 13                                                 |              |              |
| Gleis 15                                                                  |              |              |
| Gleis 16                                                                  |              |              |
| Bahnsteig 14 Bahnsteig 15                                                 |              |              |
| Gleis 17                                                                  |              |              |
| Gleis 18                                                                  |              |              |
| Bahnsteig 16 Bahnsteig 17                                                 |              |              |
| Gleis 19                                                                  |              |              |
| Gleis 20                                                                  |              |              |
| Süd                                                                       | Bahnsteig 18 | Bahnsteig 18 |

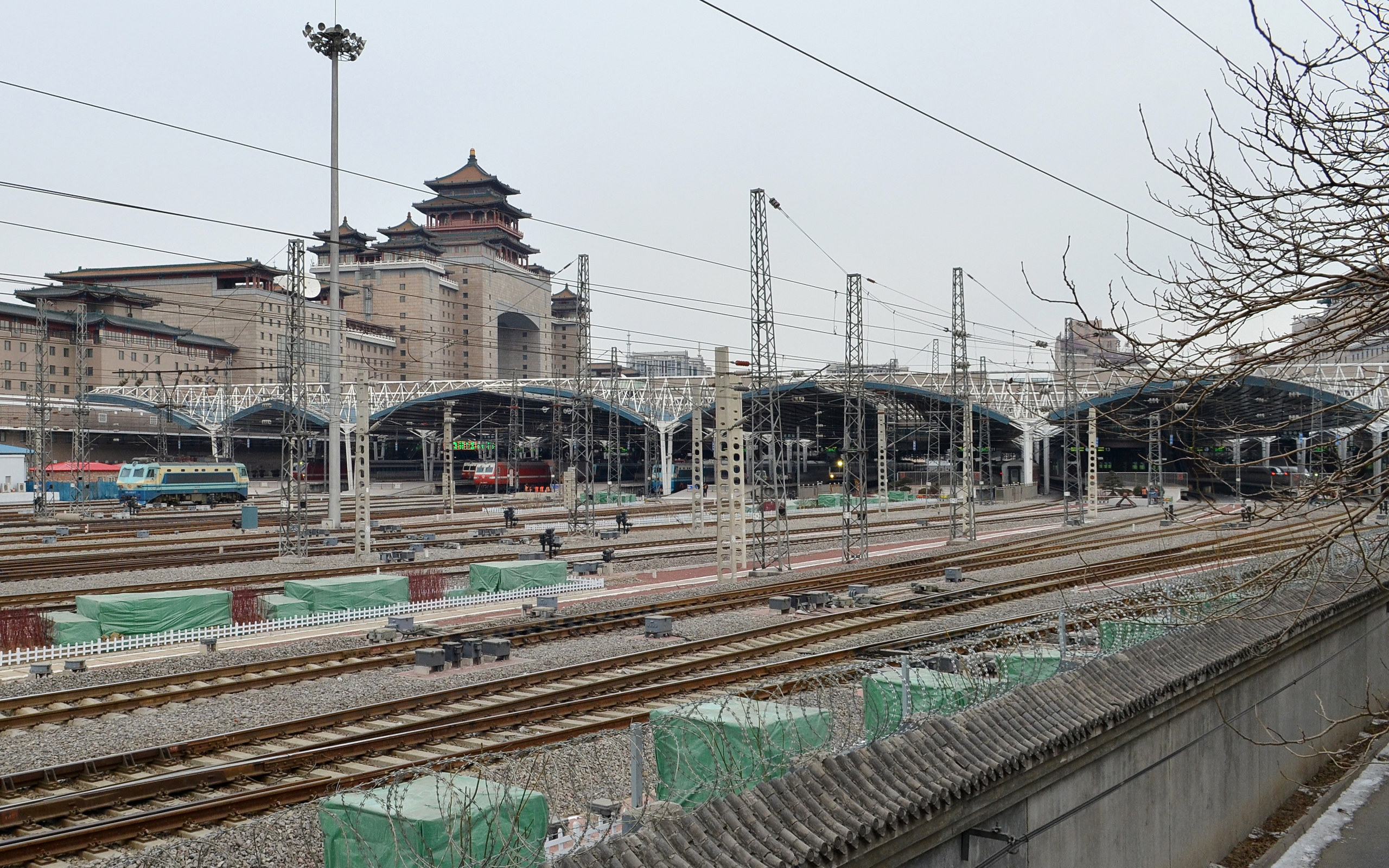
Bahnsteige und Gleise

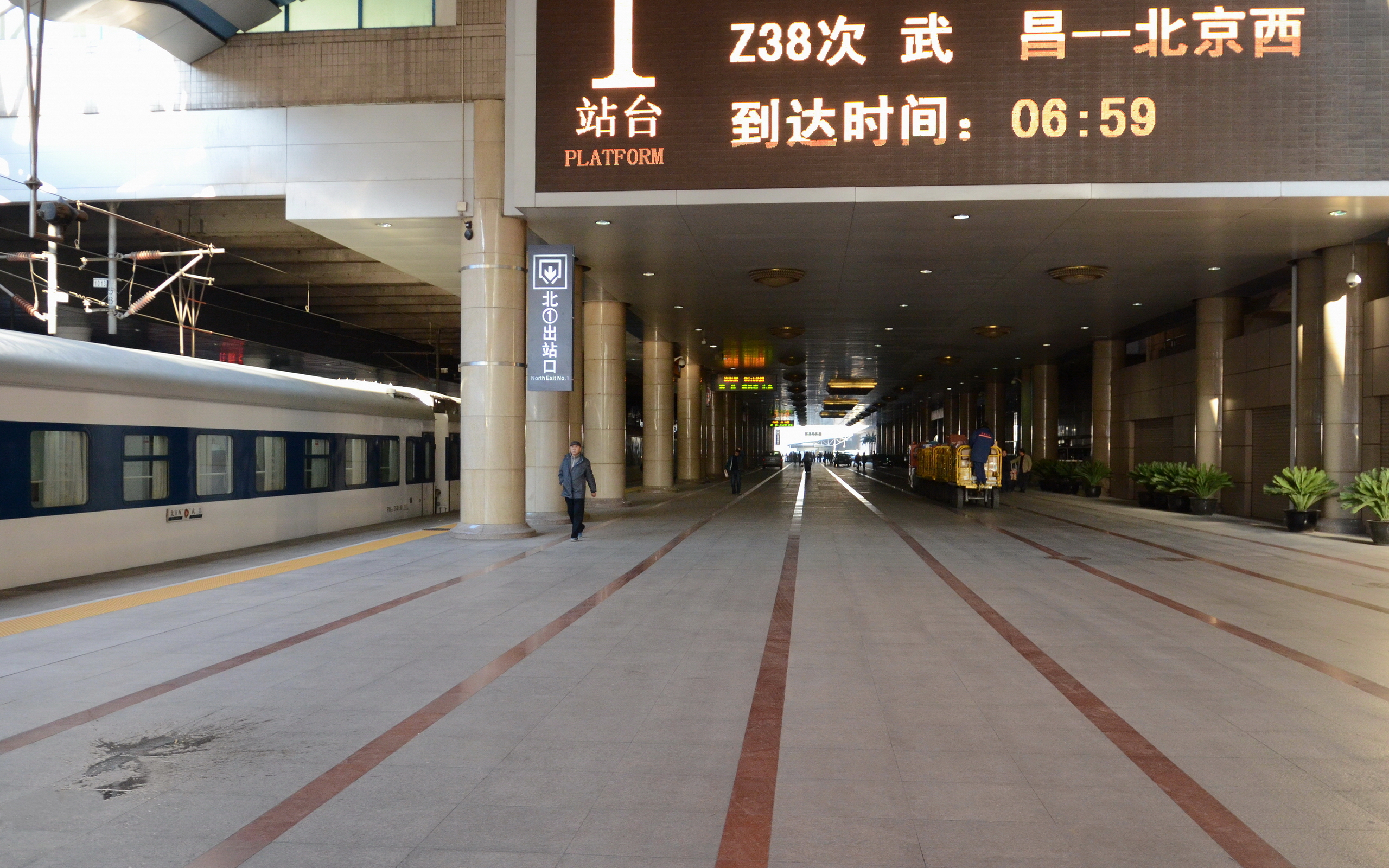
Bahnsteig 1

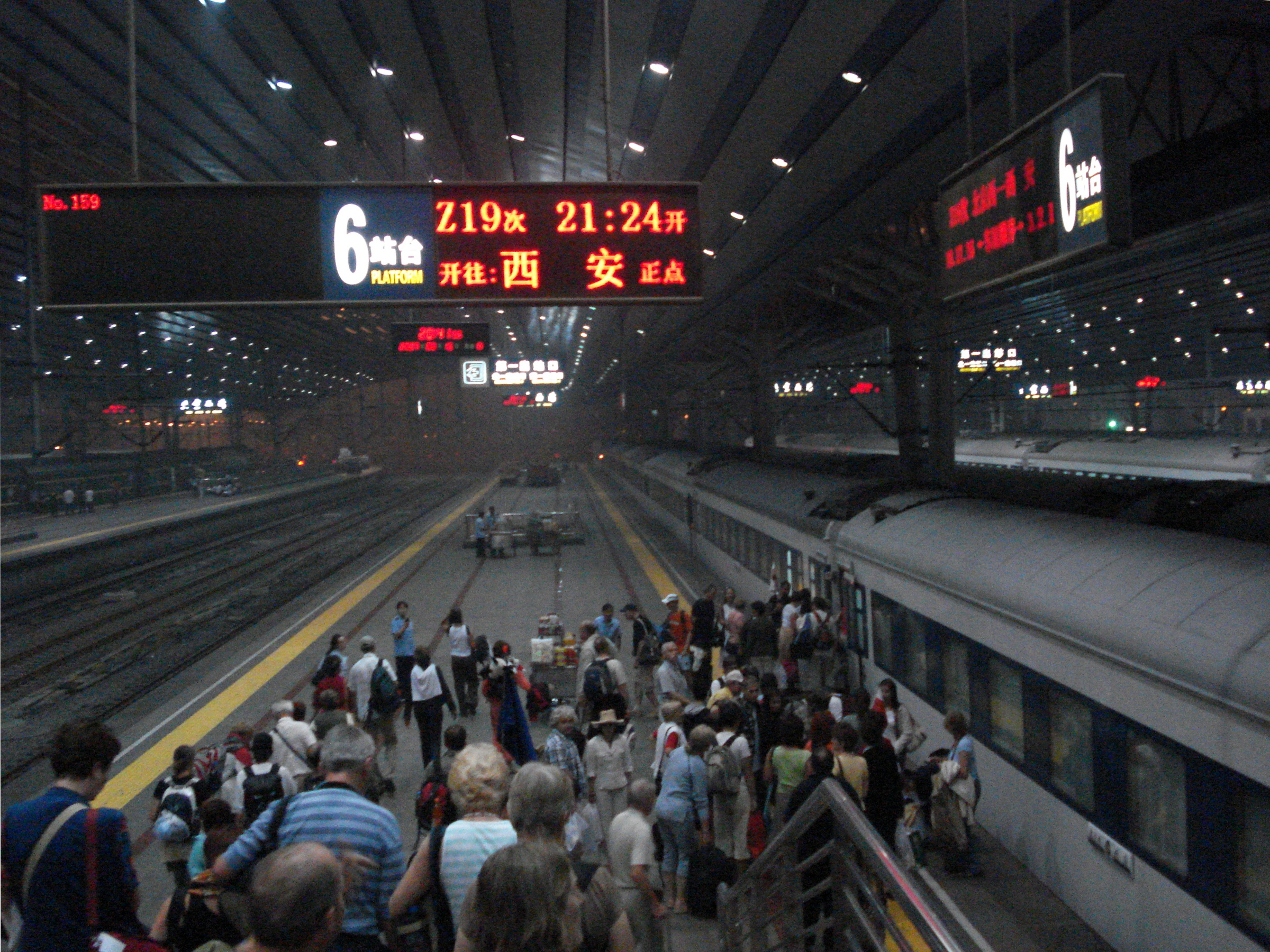
Bahnsteig 6

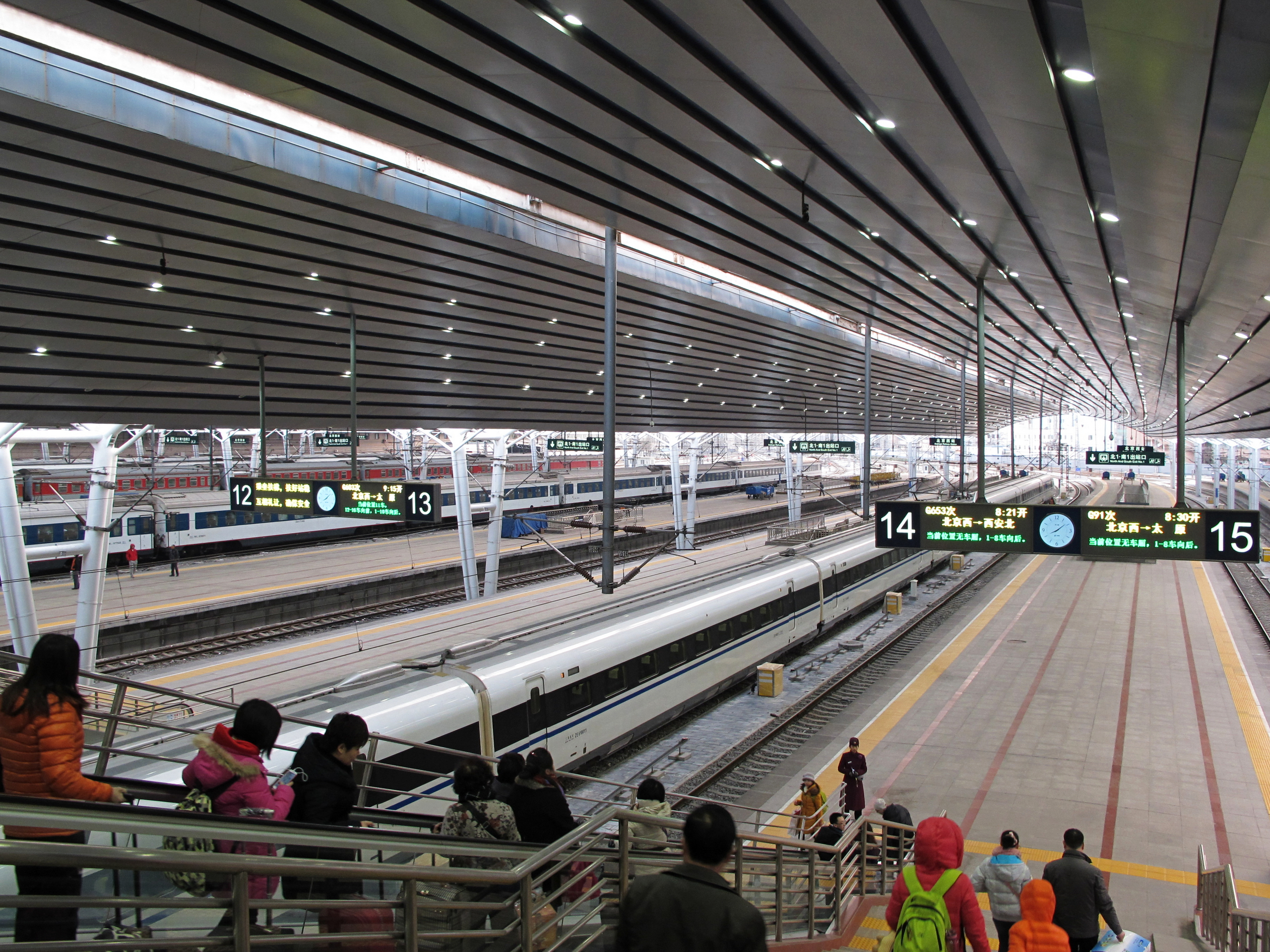
Bahnsteig

Siehe auch: Liste chinesischer Eisenbahnstrecken